# 大藏波眼蝶
大藏波眼蝶（学名：Ypthima okurai），又名大藏波紋蛇目蝶、深山波紋蛇目蝶、矍眼蝶，为蛺蝶科矍眼蝶屬下的一个种。

## 描述
小型眼蝶，略具雌雄二型性。體背褐色，腹側淺褐至灰白色。雄蝶頭黑褐雜白，觸角黑褐帶乳白紋，末端裸露；口器褐色，下唇鬚黑褐夾白、密生毛。胸與足為褐色，足具乳白條紋，前足退化。雌蝶體型與雄蝶相似，但前足正常。
前翅長17-21 mm，外型近三角形，前、外、後緣近直線，翅頂鈍；R脈基部膨大呈紡錘狀。後翅圓或扇形。翅背面底色褐色，前翅近翅頂處有一大型眼紋，後翅M3與CuA1室各有一眼紋，偶見M1與CuA2室亦有。翅腹面為褐色，佈滿白色細波紋，後翅外緣的白紋較明顯，內側有一條模糊暗帶。前翅腹面同樣有一眼紋，後翅則有六枚眼紋，分三列兩兩成組。雄蝶前翅背面具深色片狀性標。翅緣毛褐或淺褐色。雌蝶翅色較淺，前翅外緣較圓。

## 分佈
臺灣特有種。主要分布於本島中、高海拔山區，多在海拔1000公尺以上。

## 棲地
成蝶活動於潮濕的林緣及林下，飛行緩慢，會訪花。一年多代，主要在冬季以外的季節出現。自然狀態下的寄主植物尚不確定，飼養時可取食多種禾本科草本植物。